# Oblast Irkoetsk

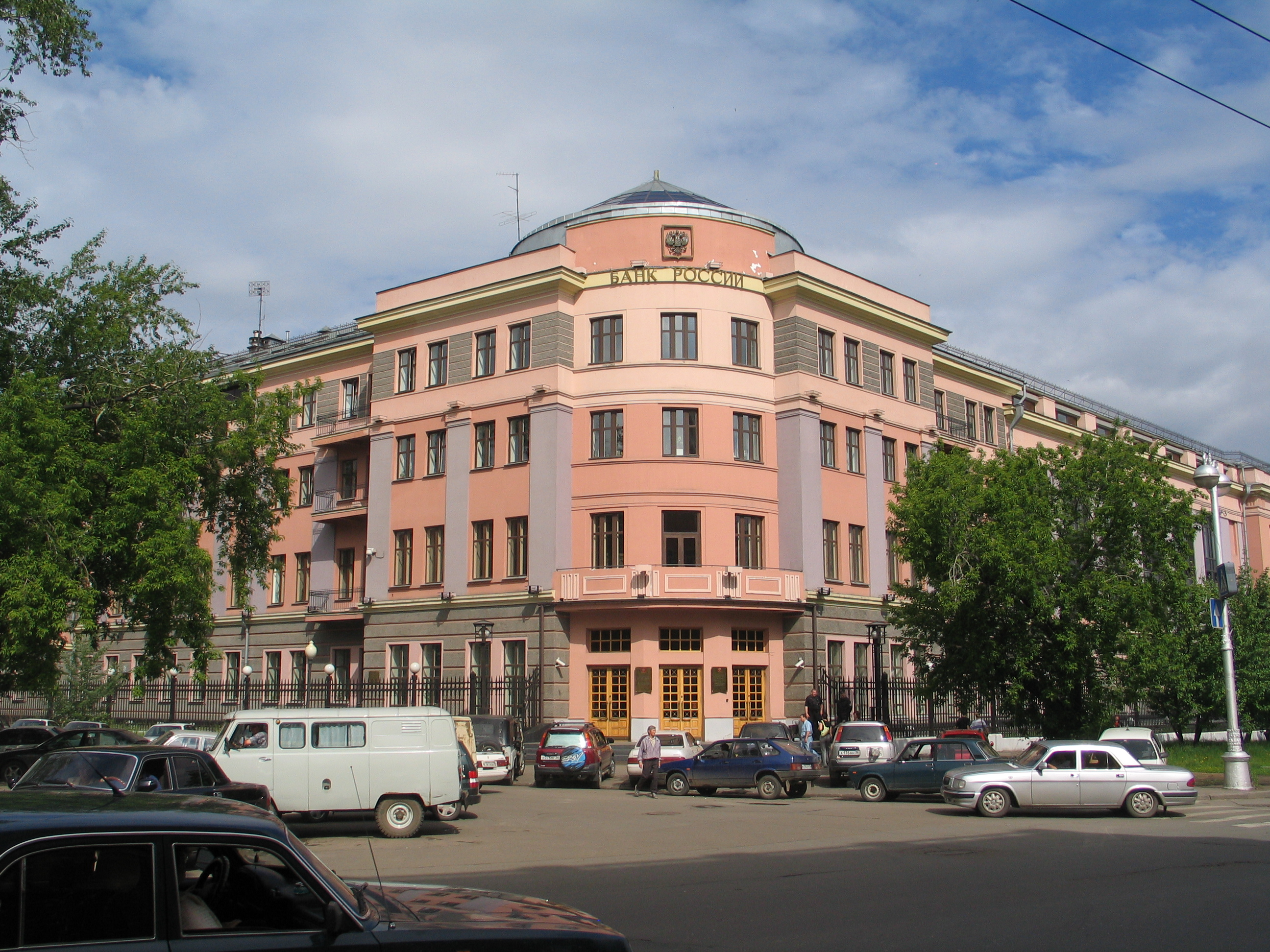
Architectuur in Irkoetsk

Sint-Nicolaaskerk in Listvjanka

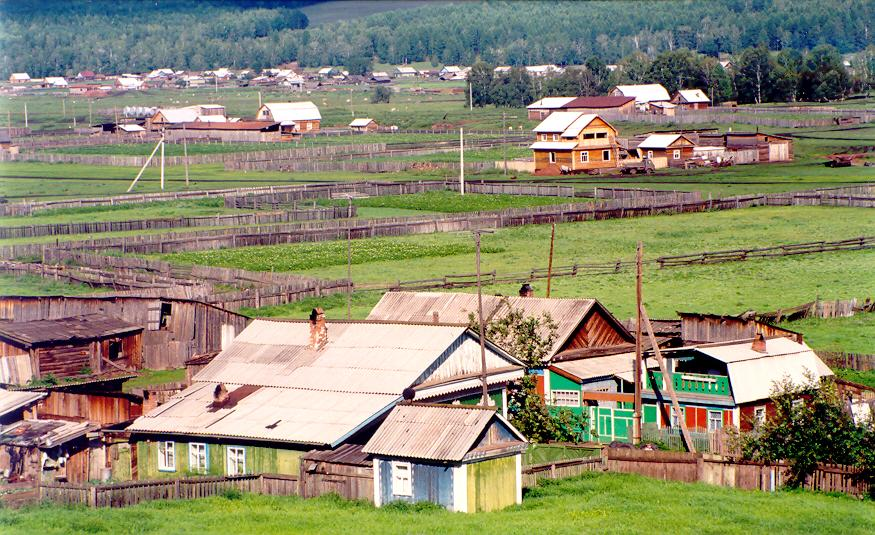
Houten huizen in Vershina

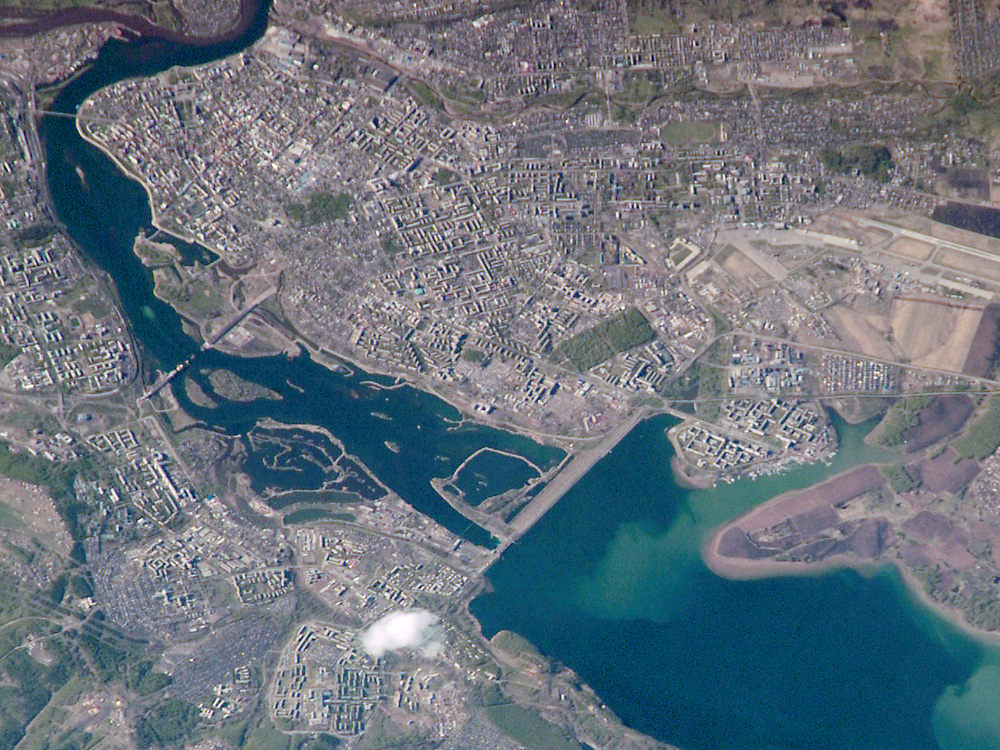
Stuwmeer bij Irkoetsk

De oblast Irkoetsk (Russisch: Иркутская область, Irkoetskaja oblast) is een oblast (bestuurlijke eenheid) van Rusland. De oblast ligt in het zuiden van Oost-Siberië en heeft Irkoetsk als hoofdstad. Binnen de oblast bevinden zich in het zuidoosten het voormalige autonome district Oest-Orda Boerjatië (sinds 1 januari 2008 onderdeel van de oblast) en het Baikalmeer, het diepste meer ter wereld.

## Geografie
De oblast ligt grotendeels in de ten westen van het Baikalmeer gelegen regio Cisbaikal (Прибайкалье) en voor een klein deel in de Transbaikal. De oblast bestaat vooral uit de heuvel- en valleilandschappen van het Midden-Siberisch Bergland en haar oostelijke uitloper, het hoogland van Patom. De belangrijkste rivieren die door de oblast stromen zijn de Angara (met haar zijrivieren Belaja, Oka en Ieja (met haar zijrivier de Kitoj) en Irkoet) en Beneden-Toengoeska, die beide onderdeel zijn van het stroomgebied van de Jenisej en de Lena (met haar zijrivier de Kirenga). In de Angara liggen de grote stuwmeren van Bratsk en Oest-Ilimsk.
De oblast grenst aan de autonome republieken Boerjatië en Toeva in het zuiden en zuidwesten, de kraj Krasnojarsk in het westen, de autonome republiek Jakoetië in het noordoosten en oblast Tsjita in het oosten.

## Klimaat
Het gebied heeft een landklimaat, dat sterk varieert over het gebied. Het zuiden kent warme zomers, terwijl het landklimaat in het noorden meer subarctisch van karakter is (Köppen: Dwc). In gewone jaren ligt de temperatuur bijna het halve jaar, van midden oktober tot begin april, beneden de 0 °C. In de koude winters varieert de temperatuur in de stad Irkoetsk in januari van −14,9 °C (maximum) tot −25,5 °C (minimum). De zomers zijn meestal warm en kort, waarbij de stad Irkoetsk een gemiddelde temperatuur in juli kent tussen de 11,2 (minimum) en 24,5 °C (maximum) in juli. Het eerste deel van de zomer is heet en droog en het tweede deel kent een hoge luchtvochtigheidsgraad. De temperatuur varieert gemiddeld in de zomer van 17 tot 33 °C. In september koelt het weer echter al snel af naar een gemiddelde dagtemperatuur van 2,5 tot 15,3 °C. Meer dan de helft van alle neerslag valt gedurende de zomermaanden, waarbij juli de natste maand is met 96,2 millimeter regen en januari de droogste maand met 11 millimeter neerslag. De gemiddelde jaarlijkse neerslag bedraagt 419,8 millimeter.

## Geschiedenis

### Prehistorie
De eerste mensen arriveerden in de regio Cisbaikal tegen het einde van het Paleolithicum tussen 25.000 en 15.000 v.Chr.. Nomadisch Proto-Boerjatische of Oude Mongoolse stammen trokken tussen de 3e eeuw v.Chr. en de vroege middeleeuwen naar het gebied. Turkssprekende Koerykanen werden rond de 3e en 2e eeuw v.Chr. door de Mongolen verdreven uit Transbaikal naar de Cisbaikal. Van hen dateren resten van een fort op het eiland Olchon in het Baikalmeer. Volgens een hypothese waren zij de voorouders van de Jakoeten en de Boerjaten. Later kwamen er ook Evenken (Toengoes) wonen.

### Mongoolse invloeden
In de 8e en 9e eeuw was het gebied onderdeel van het kanaat van de Oeigoeren en waren de belangrijkste stammen in het gebied de Koerykanen en de Oeigoerse Baiyrku en Baiegu. Rond de 10e eeuw ontstond het rijk van de Kitan, hetgeen het begin vormde van de instroom van Mongoolse stammen en het ontstaan van de Mongoolse invloed in het gebied rond het Baikalmeer. In de 11e eeuw werd een alliantie gevormd door de Chori-Toematen en de Boerjaten. Volgens een theorie zou de etnische aanduiding 'Boerjaat' zijn ontstaan in de tijd van de Koerykanen. In die tijd woonde er een aan de Koeryanen gelieerde Turkse stam genaamd de 'Burut' (Boeroet) in het stroomgebied van de Angara. In de loop der tijd vermengden deze zich met de Chori-Mongolen en begonnen zichzelf Boerjaten te noemen. Eerst werd 'Boerjaten' gebruikt als benaming voor de stammen aan de westzijde van het Baikalmeer en later ook voor de stammen die aan de oostelijke zijde leefden. Pas vanaf de 17e eeuw begonnen de stammen zichzelf Boerjaat-Mongolen te noemen.
Vanaf de 12e en 13e eeuwen kwamen de Boerjatische stammen in het gebied onder de Mongoolse vorsten te vallen. De Boerjatische stamhoofden erkenden Dzjengis Khan als hun leider, gevolgd door de Barjaten en Oirat-Mongolen. Daarop onderwierpen zij met geweld de Toematen, Chori's, Merkieten en nomadische bosstammen aan de westzijde van het Baikalmeer.

### Opkomst van de Boerjatische natie en bevolking door de Russen
Tot de komst van de Russen aan het einde van de 17e eeuw bestonden er geen officiële grenzen en bestond er ook geen 'Boerjatische natie'. Het gebied werd bevolkt door een grote variëteit aan verspreide Boerjatische stammen, zoals de Boelagaten, Echiriten, Chongodoren en de Chori, met daarnaast verschillende Mongoolse stamverbanden van Turkse, dan wel Evenkse oorsprong. De verschillende stammen konden vrij rondtrekken en migreren binnen het gebied tussen het Baikalmeer en de Gobiwoestijn. Pas in 1727, toen de Russisch-Chinese grens werd vastgesteld, werd aan deze situatie een einde gemaakt en werden de voorwaarden geschapen voor het ontstaan van de huidige Boerjatische natie. Uit archeologisch en etnografische gegevens is gebleken dat tegen de 17e en 18e eeuwen de meeste stammen zich aaneen hadden gesloten tot een Boerjatische natie.
Midden 18e eeuw werd de Cisbaikal geannexeerd door het Russische Rijk en moesten de Boerjaten "inorodtsy" jasak afdragen aan de vaak corrupte overheidsfunctionarissen voor de tsaar. De immigratie van Russen en andere volken vanuit het westen naar het gebied begon grofweg vanaf de 18e eeuw en vond zo snel plaats, dat tegen de tweede helft van de 18e eeuw sommige gedeelten al een groot aantal inwoners kenden. Zo woonden er in 1710 ongeveer 40.000 mensen, wat in 1772 al was gegroeid naar 102.000 en tegen 1858 naar 247.000 mensen. Waar de Boerjaten vooral nomadische veeteelt bedreven, begonnen de Russen veelal met landbouwbedrijfjes rond het meer. De Boerjaten kregen minder ruimte om rond te trekken en bleven uiteindelijk vooral actief in een klein aantal gebieden. Tegen 1800 was de Russische bevolking gelijk aan die van de Boerjaten.

### Bestuurlijke veranderingen
De stad Irkoetsk ontstond in 1661 en kreeg stadsrechten in 1686. Langzamerhand begon deze stad uit te groeien tot het centrum van de Cisbaikal. Tot 1682 was de situatie rond deze ostrog nog erg onveilig voor de Russen. Dat jaar werd het fort van de stad uitgebreid en begon het centrum van het gebied te vormen toen de vojevoda in de stad ging zetelen. Aanvankelijk was het gebied aan de westzijde van het Baikalmeer onderdeel van het gouvernement Siberië, dat vanuit Tobolsk werd bestuurd. In 1719 werd dit enorme gebied onderverdeeld in vijf provincies, waarbij de provincie Irkoetsk verantwoordelijk was voor Oost-Siberië en een vicegouverneur kreeg. In 1736 verkreeg de vicegouverneur van Irkoetsk onafhankelijkheid van de gouverneur van Tobolsk en op 19 oktober 1764 werd de provincie Irkoetsk per oekaze omgezet naar het gouvernement Irkoetsk. Tot het gouvernement behoorden de oejezden rond de steden Irkoetsk, Verchneoedinsk, Nizjneoedinsk en Kirensk. Van 1783 tot 1797 werd het gouvernement tijdelijk hernoemd naar de oblast Irkoetsk, om daarna weer verder te gaan onder de naam gouvernement Irkoetsk. In 1805 werd het noordelijke deel onderdeel van de oblast Jakoetsk en in 1851 werd het oostelijk deel onderdeel van de oblast Transbaikal.
In 1803 werd Irkoetsk ook het bestuurlijk centrum van het overkoepelende generaal-gouvernement Siberië, dat in 1822 werd opgedeeld in twee gouvernementen-generaal, waarvan Irkoetsk het bestuurlijk centrum werd van het generaal-gouvernement Oost-Siberië. Hieronder vielen ook gouvernement Jenisej, oblast Jakoetsk en het bestuur over de gebieden rond Ochotsk en Kamtsjatka. Van de jaren 50 tot de jaren 60 werden hieraan ook de oblasten Transbaikal, Amoer en Primorje toegevoegd. Deze laatste werden echter in 1882 weer ondergebracht in het gouvernement-generaal Priamoerje. In 1887 werd het gouvernement-generaal Oost-Siberië hernoemd naar gouvernement-generaal Irkoetsk. Na de Oktoberrevolutie werd het gouvernement opgeheven en onderging tussen dat jaar en 1930 een aantal bestuurlijke veranderingen, alvorens de definitieve opsplitsing volgde in 1930.
Tijdens de Russische Burgeroorlog werd de Witte-legergeneraal Aleksandr Koltsjak geëxecuteerd in Irkoetsk, waarop het verzet tegen de bolsjewieken min of meer grotendeels werd geneutraliseerd.
Op 23 juli 1930 werd tijdens de bestuurlijke hervormingen het gouvernement-generaal Irkoetsk opgeheven en werd Irkoetsk het bestuurlijk centrum van de kraj Oost-Siberië, die bestond uit de huidige oblast Irkoetsk, Boerjatië, oblast Tsjita en de kraj Krasnojarsk. Op 8 december 1936 werd de kraj Oost-Siberië hernoemd naar oblast Oost-Siberië en werden kraj Krasnojarsk en Boerjatië afgesplitst. Op 26 september 1937 werd uiteindelijk de oblast Oost-Siberië opgesplitst in de huidige oblasten Tsjita en Irkoetsk. Op dat moment werd ook het -toen nog nationale- district Oest-Orda Boerjatië geformeerd.
Op 11 oktober 2005 werd een overeenkomst getekend in Oest-Ordynski, waarbij aangekondigd werd dat oblast Irkoetsk en Oest-Orda Boerjatië zouden samengaan. In de praktijk betekende dit dat Oest-Orda Boerjatië onderdeel werd van de oblast Irkoetsk onder de naam autonome okroeg Oest-Orda Boerjatië. Voor deze samenvoeging werd een referendum gehouden onder de bevolkingen van beide deelgebieden op 16 april 2006, waaruit de instemming van de bevolkingen bleek. De samenvoeging ging officieel in op 1 januari 2008. In de oblast Tsjita is eveneens een proces aan de gang voor de samenvoeging van Aga-Boerjatië met deze oblast tot de kraj Transbaikal.

## Economie
De belangrijkste activiteiten zijn mijnbouw (goud, steenkool en ijzererts), energieproductie middels grote waterkrachtcentrales bij de eerder genoemde stuwmeren, de aluminiumproductie en de chemische industrie.

## Demografie
De bevolking van ongeveer 2,4 miljoen is sterk geürbaniseerd (bijna 80%) en neemt, net als in de meeste gebieden van Rusland, langzaam af.
Bij de Russische volkstelling van 2002 werden in de oblast (met inbegrip van Oest-Orda Boerjatië) 143 verschillende nationaliteiten geregistreerd, waarvan de volgende de grootste waren: Russen met 89,9% (2.320.493 personen), Boerjaten met 3,1% (80.565), Oekraïners met 2,1% (53.631) en Wolga-Tataren met 1,2% (31.068), Wit-Russen met 0,5% (14.185), Armenen (6.849) en Tsjoevasjen (7.295) met beide 0,3%, Azerbeidzjanen (6.125), Duitsers (6.298) en Mordvienen (3.879) met alle drie 0,2% en de Joden (2.475), Moldaviërs (2.064), Polen (2.298) en Tadzjieken (2.576) met elk 0,1%. 11.035 mensen (0,4%) gaf geen nationaliteit op.
Binnen Oest-Orda Boerjatië, waar toen 135.327 mensen werden geteld, werden 53.649 Boerjaten (39,6% of twee derde van alle Boerjaten binnen de hele oblast) en 73.646 Russen (54,4%) geregistreerd.
Naast het Russisch worden de volgende onofficiële talen gesproken door delen van de bevolking: Oekraïens, Boerjatisch, Tataars en andere.
| 1897    | 1926    | 1939      | 1959      | 1970      | 1979      | 1989      | 2002      |
| ------- | ------- | --------- | --------- | --------- | --------- | --------- | --------- |
| 514.267 | 743.927 | 1.303.997 | 1.976.453 | 2.313.410 | 2.558.020 | 2.824.920 | 2.446.378 |

## Politiek
De verkiezingen voor de wetgevende macht van de oblast op 10 oktober 2004 werden de volgende partijen verkozen:
- Verenigd Rusland: 30,19% (19 zetels)
- KPRF: 12,86% (onbekend)
- Agrarische Partij van Rusland: 9,33% (4)
- Rodina: 9,06% (3)
- Blok "voor het vaderland Priangarje" ("bij de Angara"): 6,86% (2)
- Russische Partij voor de gepensioneerden: 5,80% (onbekend)

De Socialistische verenigde partij Rusland, Jabloko en de LDPR haalden de kiesdrempel niet. 11,30% stemde tegen allemaal. Van de 42 posten gingen er hierdoor 19 naar Verenigd Rusland, 3 naar Rodina, 2 naar Blok "voor het vaderland Priangarje"